# Dale Stephens
Dale Stephens (Bolton, 12 juni 1989) is een Engels voormalig profvoetballer die als centrale middenvelder speelde. 

## Loopbaan
Stephens begon bij Bury en brak door bij Oldham Athletic. Van 2011 tot 2014 kwam hij uit voor Charlton Athletic waarmee hij in 2012 de Football League One won. Daarna speelde hij voor Brighton & Hove Albion waarmee hij in 2017 naar de Premier League promoveerde. Hij verruilde Brighton & Hove Albion in september 2020 voor Burnley waar hij zijn loopbaan medio 2022 besloot.